# 퍽 (드라마)
《퍽》(PUCK)은 2016년 1월 1일에 SBS에서 방영된 특집 드라마로, 대한체육회 시나리오 공모 최우수작품인 동명의 작품을 신년 특집 UHD 드라마로 제작하였다.

## 등장 인물

### 주요 인물
- 이광수 : 조준만(대학교 아이스하키 선수) 역
- 정해균 : 허명근 역
- 손수현 : 남성실 역
- 곽동연 : 황경필 역

### 그 외 인물
- 조윤우 : 정팔봉 역
- 이강민 : 최환서 역
- 설정환 : 김석원 역
- 조용훈 : 임병철 역
- 김진우 : 박누리 역
- 김병옥 : 계상수 역
- 이준혁 : 임완용 역
- 황규인 : 박빈수 역
- 이시원 : 가여은 역
- 서한결 : 이동진 역
- 길해연 : 경필의 어머니 역
- 허준석 : 술취한 남자 역
- 오명훈 : 계상수 똘마니 역

### 특별출연
- 조희봉 : 사채업자 역
- 윤서현 : 황 과장 역 - 경필의 아버지
- 민지아 : 지아 역 - 준만의 아내
- 오나라 : 채무자 아내 역
- 박영수 : 동호회 에이스 역
- 강기영 : 광운대 에이스 역
- 배유람 : 아빠 역
- 박문성 : 해설위원 역
- 배성재 : 캐스터 역

## 시청률
| 회차 | 방송일자       | 시청률      | 시청률     |
| 회차 | 방송일자       | TNmS 시청률 | AGB 시청률 |
| ---- | -------------- | ----------- | ---------- |
| 1화  | 2016년 1월 1일 | 6.3%        | 7.1%       |
| 2화  | 2016년 1월 1일 | 4.7%        | 5.4%       |